# Layne Beachley
 (septembre 2019).
Si vous disposez d'ouvrages ou d'articles de référence ou si vous connaissez des sites web de qualité traitant du thème abordé ici, merci de compléter l'article en donnant les références utiles à sa vérifiabilité et en les liant à la section « Notes et références ».
Layne Beachley est une surfeuse professionnelle australienne né le 24 mai 1972 à Sydney, Nouvelle-Galles du Sud Australie.

## Biographie
Elle débute dans le championnat du monde de surf en 1990, et gagne son premier titre de championne du monde en 1998. Elle remporte 6 titres consécutifs de 1998 à 2003 et un autre en 2007. C'était la surfeuse la plus titrée, à égalité avec Stephanie Gilmore, jusqu'à la victoire de cette dernière en 2022 qui lui permet de détenir seule ce record.

## Carrière
- 2006 : Billabong Pro, Brésil,
- 2004 : Roxy Pro, Hawaï,
- 2003 : Roxy Pro, Australie,
- 2002 : Roxy Pro, France,
- 2001 : Billabong Pro Teahupoo, Tahiti,
- 2000 : Billabong Pro, Australie,
- 2000 : e11even Pro Women’s, États-Unis,
- 2000 : Hossegor Rip Curl Pro, France,
- 2000 : Quiksilver Roxy Pro, Hawaï,
- 1999 : SunSmart Classic,
- 1999 : Diet Coke Surf Classic, Australie,
- 1999 : Newquay Pro, Royaume-Uni,
- 1999 : Quiksilver Roxy Pro, Hawaï,
- 1999 : Gunston 500 Women, Afrique du Sud (WQS),
- 1998 : SunSmart Classic,
- 1998 : Diet Coke Surf Classic, Australie,
- 1998 : Tokushima Pro, Japon,
- 1998 : Kahlua US Open, États-Unis,
- 1998 : Rip Curl Pro Hossegor, France,
- 1997 : Quiksilver Roxy Pro, Hawaï (WQS),
- 1997 : Quiksilver Roxy Pro, Hawaï,
- 1996 : Cleanwater Classic, Australie,
- 1996 : Wahine Women’s, États-Unis,
- 1996 : US Women’s Open, États-Unis,
- 1996 : OP Pro, Hawaï,
- 1996 : Roxy Quiksilver Pro, Hawaï,
- 1995 : Rip Curl Pro Hossegor, France,
- 1994 : Quit Women's Classic, Australie,
- 1993 : Diet Coke Classic, Australie.